# Luis Tróccoli
Luis Tróccoli (Montevideo, 13 de septiembre de 1921 - 7 de mayo de 1992) fue un político uruguayo perteneciente al partido Colorado. 

## Biografía
Se formó como periodista junto a Enrique Rodríguez Fabregat.
En 1946 fue elegido Representante Nacional con la agrupación Doctrina y Acción Batllista y en 1948 obtuvo un gran caudal de votos con su propia agrupación, denominada "Batllismo en Idea y Acción". Desempeñó importantes cargos: Ministro del Tribunal de Cuentas, Senador de la República, vicepresidente del senado y de la Asamblea General. Impulsó la equiparación de los maestros y funcionarios del Consejo Nacional de Enseñanza Primaria y Normal. Siempre estuvo junto a Luis Batlle Berres; cuando este falleció, Tróccoli participa en las elecciones internas de la Lista 15, pero su agrupación resulta derrotada por un joven Jorge Batlle Ibáñez. Así las cosas, Tróccoli se integró al Frente Colorado de Unidad.
También se destacó como dirigente deportivo. Fue integrante de la Junta Dirigente de la Asociación Uruguaya de Fútbol. Presidió el Club Atlético Cerro, al cual impulsó de manera decisiva; con tal motivo, el estadio del mismo lleva su nombre. Presidió también la Federación Uruguaya de Ajedrez.